# Tra musica e poesia
Tra musica e poesia è il primo album del cantante italiano Gianluca Capozzi, pubblicato nel 1994.

## Tracce
1. E mi ricordo ancora – 3:25
2. Io senza e te – 3:52
3. Chi si che vuò pecchè – 2:56
4. Bella – 3:00
5. So sicuro – 3:19
6. Si me vuò bene – 2:23
7. Nun ce penzà lassame stà – 3:14

## Formazione
- Gianluca Capozzi - voce
- Massimiliano Capozzi - tastiera, pianoforte